# Kloster Hauterive
Das Kloster Hauterive (lat. Abbatia B. M. V. de Altaripa; deutsch Abtei Altenryf; französisch Abbaye d’Hauterive) ist eine Zisterzienserabtei im Kanton Freiburg, Schweiz. Es gehörte bis 2000 zur Gemeinde Posieux und liegt seit der Gemeindefusion am 1. Januar 2001 in der politischen Gemeinde Hauterive (FR) im Saanebezirk (französisch District de la Sarine). Das Kloster gehört zur Mehrerauer Kongregation.

## Geographische Lage
Die Abtei liegt auf 579 m ü. M. in einer Flussschlaufe der Saane, 5,5 km südwestlich der Kantonshauptstadt Freiburg (Luftlinie). Sie ist tief in die Molasseschichten der Umgebung eingeschnitten, weshalb die namengebenden bis zu 100 m hohen Steilhänge (alta ripa ‚hohes Ufer‘) teilweise von Sandsteinfelsen durchzogen sind.

## Geschichte

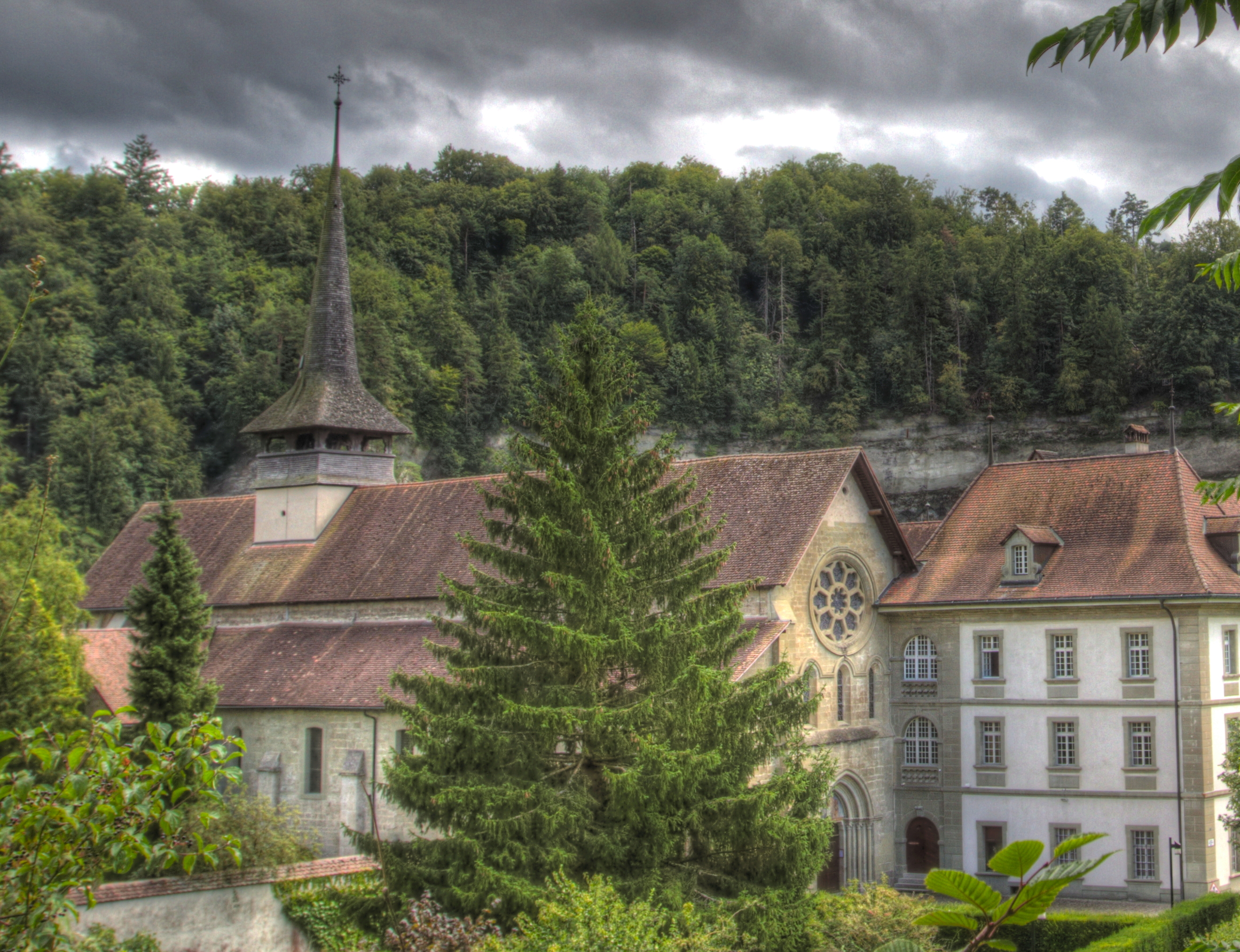
Abteikirche

Der Ursprung des Klosters Hauterive geht auf die in der Region im 11. und 12. Jahrhundert mächtige Herrschaft der Herren von Glâne zurück. Der Freiherr Wilhelm von Glâne stiftete kurz vor dem Erlöschen des Geschlechts der von Glâne zwischen 1132 und 1137 das Kloster und stattete es mit Grundbesitz aus. Damit verhinderte er, dass sein Gebiet an die Zähringer in Freiburg fiel.
Am 25. Februar 1138 wurde das Kloster im Beisein des Bischofs von Lausanne als Abbatia Sancte Marie de Altaripa geweiht und 1142 von Papst Innozenz II. in einer Bulle bestätigt. Mutterkloster von Hauterive war Kloster Cherlieu in Frankreich, Tochterkloster Kappel am Albis (Kanton Zürich). Ab 1157 stand Hauterive unter dem Schutz der Zähringer. Durch Schenkungen von Adelsfamilien der Region, vom Bischof von Lausanne und auch von den Herzögen von Zähringen erlangte das Kloster Hauterive rasch Besitz über zahlreiche Güter der näheren und weiteren Region. Grundbesitz und Zehntrechte hatte Hauterive in vielen Dörfern vom Dreiseenland bis hin zu den Alpen, und auch einige Weinberge am Genfersee gehörten zur Abtei. Die Blütezeit des Klosters erfolgte im 13. und 14. Jahrhundert.
Die Schirmherrschaft über das Kloster hatten ab 1218 die Grafen von Neuenburg, spätestens ab 1299 die Grafen von Aarberg inne. Im Jahr 1341 wurde ein Burgrechtsvertrag mit der Stadt Freiburg unterzeichnet. Die erste Plünderung 1387 im Rahmen des Sempacherkrieges leitete das Ende der Blütezeit ein. Auch im Krieg gegen Savoyen wurde das Kloster 1448 in Mitleidenschaft gezogen. Von 1452 an stand die Abtei Hauterive endgültig unter der Oberhoheit von Freiburg.

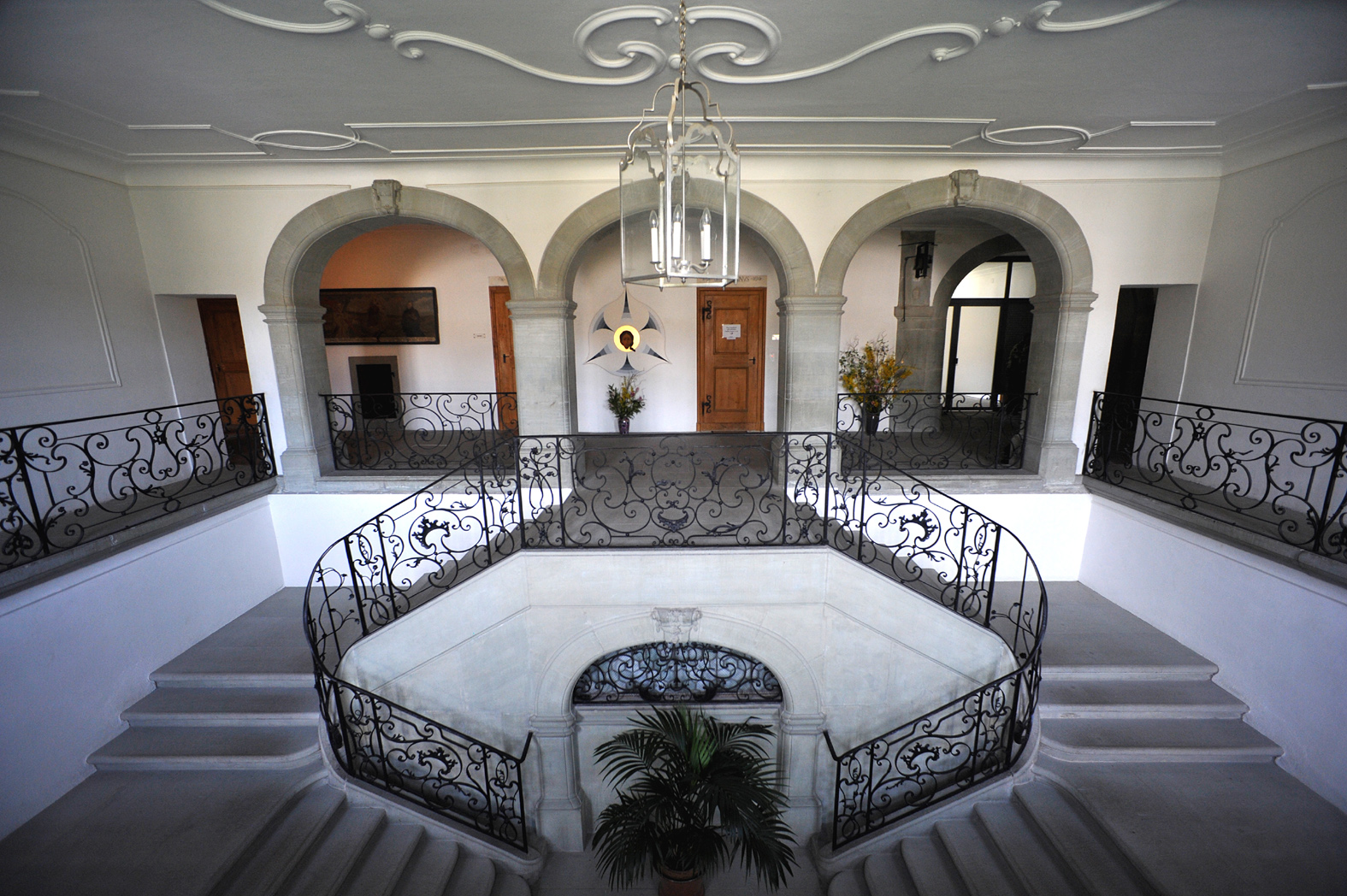
Treppenhaus im Westflügel

Unter der Freiburger Herrschaft wurde das Kloster im 16. Jahrhundert reorganisiert. Seit 1618 war es Mitglied der Oberdeutschen Zisterzienserkongregation. Ein Niedergang setzte 1798 nach dem Zusammenbruch des Ancien Régime und dem Verlust zahlreicher Klostergüter ein. 1848 wurde die Abtei durch die kantonalen Behörden aufgelöst und in der Folgezeit zum Lehrerseminar umfunktioniert. Als letzter Überlebender starb 1893 der Laienbruder Joseph Horner. 1939 siedelten sich wieder Mönche aus dem Kloster Wettingen-Mehrerau in Bregenz an und errichteten 1973 erneut eine Abtei, die 2003 acht Priester und 16 Brüder umfasste. 
Für die benachbarten Gemeinden entwickelte sich das Kloster zu einem Wirtschaftsfaktor, der zahlreiche Handwerke begünstigte, so zum Beispiel initial zur Gründung der Papiermühle Marly beigetragen haben dürfte. Dank des Skriptoriums erlangte die Abtei Hauterive im 12. Jahrhundert Bedeutung weit über die Region hinaus. Die Klosterbibliothek wurde 1387 von den Bernern geplündert und 1578 durch einen Brand verwüstet. Trotzdem verfügt Hauterive über einen der grössten Handschriftenbestände der Klöster in der Westschweiz. Die meisten davon werden heute in der Kantons- und der Universitätsbibliothek von Freiburg aufbewahrt.

## Sehenswürdigkeiten

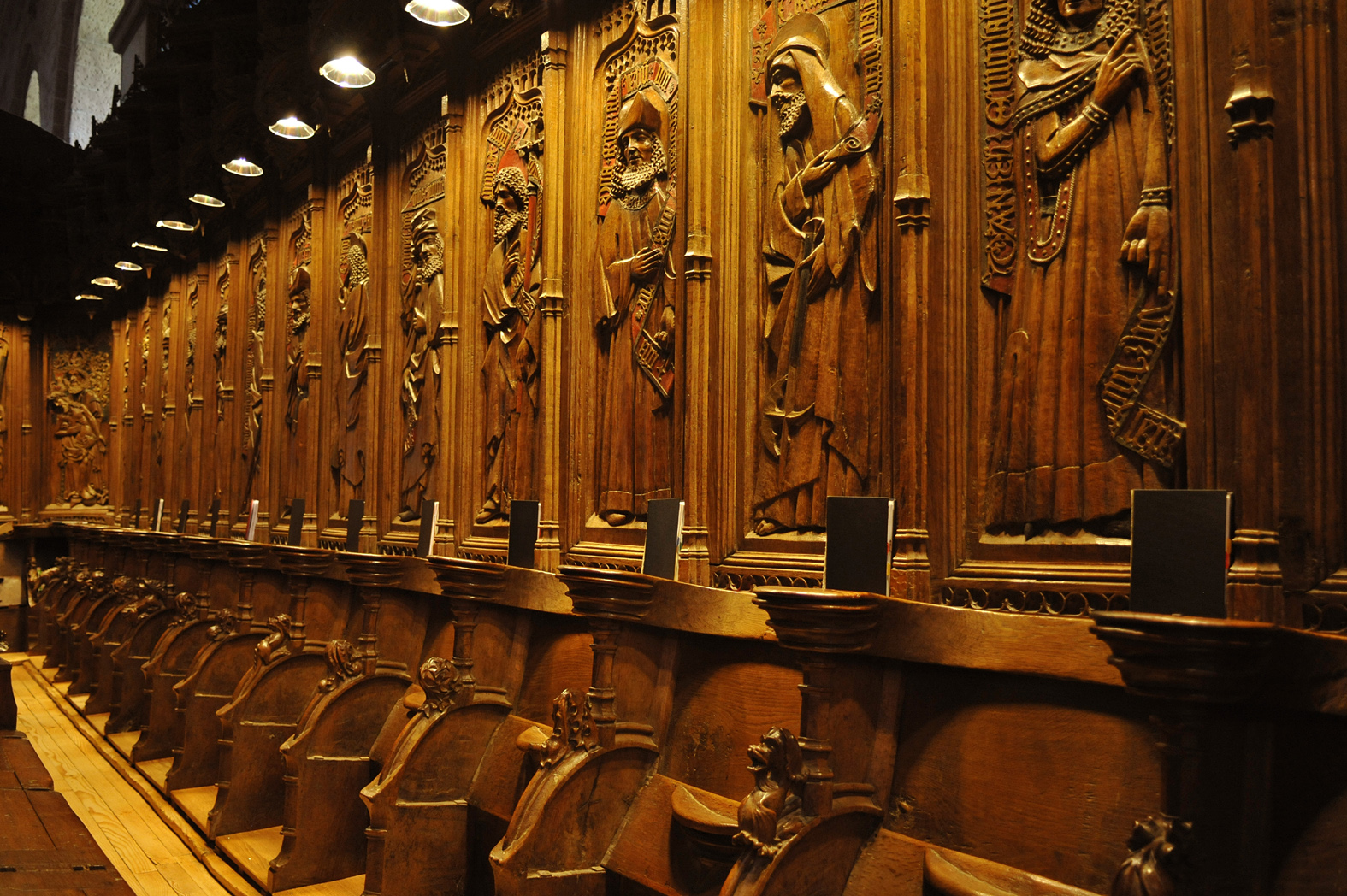
Chorgestühl

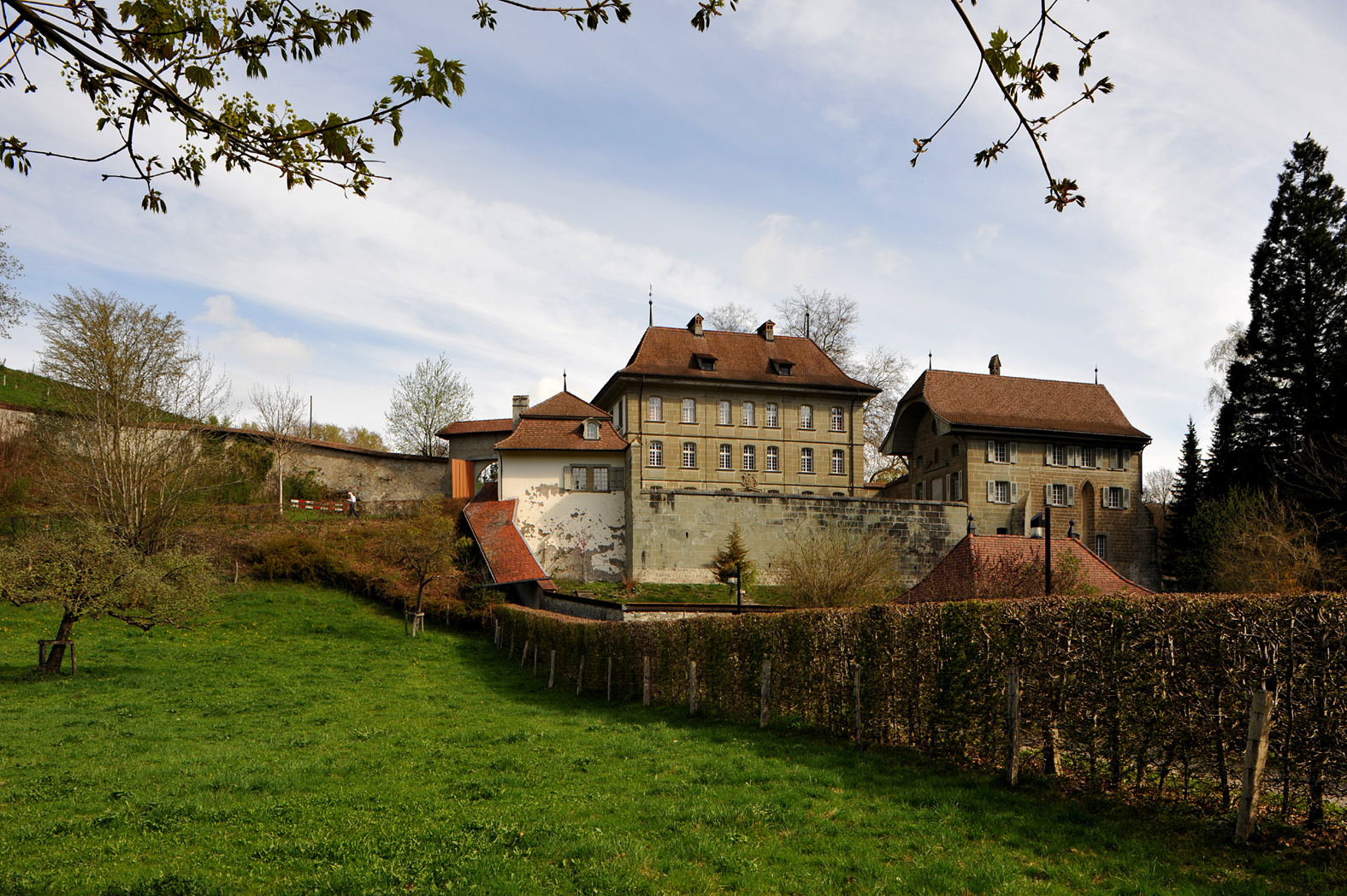
Ehemalige Kapelle Saint-Loup und Klosterherberge

Die Klosterkirche Notre-Dame-de-l’Assomption (Liste gleichnamiger Kirchen) wurde zwischen 1150 und 1160 errichtet und ist ein hervorragendes Beispiel für die frühe Zisterzienserarchitektur. Der Verzicht auf einen hohen Kirchturm ist für Zisterzienserkirchen essenziell. Im Kern ist diese Kirche eine romanische Pseudobasilika mit einer Spitztonne über dem Mittelschiff und quer gestellten Tonnengewölben über den Jochen der beiden Seitenschiffe. Nach den Vorgaben Bernhards von Clairvaux hat der Chor einen rechteckigen Abschluss und ist beiderseits von je zwei Kapellen flankiert, die an das Querhaus anschliessen. Im 13. Jahrhundert erhielt die Kirche eine frühgotische Westfassade. Zwischen 1320 und 1330 liess der Abt Petrus Dives den Chor umbauen und mit Kreuzrippengewölben mit farbigen Masswerkfenstern versehen. Im Chor befindet sich das Grabmal Ulrichs von Treyvaux aus dem 14. Jahrhundert. Dem gotischen Stil gehören auch der Hauptaltar und das bedeutende Chorgestühl von 1472–1486 an. Aussergewöhnlich sind die Quadern des Mittelschiffgewölbes, obwohl das Gewölbe selber aus Naturstein besteht, wurde eine Backsteinstruktur aufgetragen.
Das Dach des Nordquerhauses liegt deutlich niedriger als das des Mittelschiffs, das Dach des Südquerhauses steht heute parallel zum Mittelschiff. Über der Vierung erhebt sich ein mehrmals veränderter Dachreiter.
Die Arkaden des südlich an die Kirche anschliessenden Kreuzgangs sind auf drei Seiten erhalten. Die unteren Teile haben romanische Doppelsäulen und Rundbögen und stammen aus dem 12. Jahrhundert. Die oberen Arkadenöffnungen mit Masswerk sind aus dem 14. Jahrhundert. Gedeckt ist der Kreuzgang mit gotischen Kreuzrippengewölben.
1578 zerstörte ein Grossbrand mehrere Gebäude des Klosters. 
Im 18. Jahrhundert erfolgte ein vollständiger Neubau der Klostergebäude nach einem Gesamtplan des Vorarlberger Architekten Franz Beer.
Oberhalb der Abtei liegen die ehemalige Kapelle Saint-Loup, die heute zu einem Wohnhaus umfunktioniert ist, und die ehemalige Klosterherberge, welche 1732 errichtet wurde.

## Äbte
- Etienne (?), 1139
- Girard, gegen 1142–1157
- Wilhelm I. , gegen 1157/1162
- Astralabius, nach 1162
- Wilhelm II. , gegen 1172–1174
- Hugo I . von Corbières, 1181–1192
- Ulrich von Matran, nach 1192–1196
- Wilhelm II . de la Roche, 1190 (?), 1196–1200
- Johann von Releport, 1201–1228
- Hugo II . von Jegenstorf, 1230–1233

[...]
- Guido von Farvagny, 1268–1295
- Peter Rych, 1320–1328
- Peter von Affry, 1404–1449
- Jean Philibert, 1472–1488
- Guillaume Moënnat, 1616–1640[4]
- Antoine de Reynold 1700–1703
- Clément Morat 1703–1715
- Henri de Fivaz, 1715–1742
- Constantin de Maillardoz 1742–1754
- Emmanuel Thumbé 1754–1761
- Bernhard Emanuel von Lenzburg, 1761–1795
- Robert Gendre 1795–1812
- Jean-Joseph Girard 1812–1831
- Aloys Dosson 1831–1848

Auflösung des Klosters
- - Sighard Kleiner, Prior 1939–1950
- Bernhard Kaul, 1950–1973 Prior, seit 1959 Titularabt (von Cherlieu), 1973–1994 Abt
- Mauro-Giuseppe Lepori, 1994–2010
- Marcus Guilhem de Pothuau, seit 2010